# Vittorio Leonardi
Vittorio Leonardi (La Spezia, 16 marzo 1895 – Monte Pertica, 26 ottobre 1918) è stato un militare italiano, decorato di medaglia d'oro al valor militare alla memoria nel corso della prima guerra mondiale.

## Biografia
Nacque a La Spezia il 16 marzo 1895,  figlio di Giacomo e Teresa Devoto. Fervente interventista, fu presidente della Sezione studentesca "Dante Alighieri", svolgendo una grande opera, sia scritta che a parole, a favore dell'ingresso in guerra del Regno d'Italia. Allievo dell'ultimo anno di ragioneria presso l'Istituto tecnico "Manfredo Da Passano" di La Spezia, il 1º gennaio 1915 lasciò gli studi per arruolarsi nel Regio Esercito, assegnato come allievo ufficiale al 49º Reggimento fanteria. Divenuto sottotenente di complemento otto mesi dopo, entrò in servizio nel 21º Reggimento fanteria della Brigata Cremona che raggiunse, in zona di operazioni, il 16 agosto, sul basso Isonzo nella zona di Monfalcone. Nel mese di settembre fu trasferito al 127º Reggimento fanteria della Brigata Firenze, partecipando ai combattimenti verso Plava, sul Kuk e sul Kubilek e contro le posizioni nemiche sul Monte Sabotino. Rimase ferito gravemente a Sogli Bianchi, nel Trentino, nell'agosto 1916 e, una volta ristabilitosi, ritornò al fronte con il grado di tenente, assegnato alla 213ª Compagnia mitraglieri Fiat del 53º Reggimento fanteria operante in Val Popena e sulle pendici del Monte Piana. Nell'ottobre 1917 fu promosso capitano e passò, dietro sua domanda, al comando della 3ª Compagnia del XVIII Reparto d'assalto "Fiamme Cremisi". Il 16 settembre 1918 fu insignito della medaglia d'argento al valor militare per un brillante attacco contro la cosiddetta trincea dell'Abete sul Monte Grappa, dove catturò l'inteso presidio nemico con tutte le armi in dotazione. Il 25 ottobre, assegnato al 240º Reggimento fanteria della Brigata Pesaro, partecipò alle fasi iniziali della battaglia di Vittorio Veneto attaccando le posizioni avversarie di Cima Pertica. Al comando degli arditi della sua compagnia attaccò le trincee nemiche, sgominandone i difensori e rimanendo ferito alla testa. Non volle essere allontanato dal combattimento, fino a che lo scoppio di una bomba a mano non lo ridusse in fin di vita. Ricoverato su una ambulanza chirurgica della 1ª Armata, lì si spense il giorno successivo. Con Regio Decreto del 23 gennaio 1921 fu insignito della medaglia d'oro al valor militare alla memoria.

### Fonti
1. 1 2 3 4 5 6 7 8 9 10 11  Combattenti Liberazione.
2. ↑  Carolei, Greganti, Modica 1968, p. 158.
3. 1 2 3 4 5 6  Coltrinari, Ramaccia 2018, p. 162.
4. ↑   LEONARDI Vittorio, Medaglia d'oro al valor militare, su Presidenza della Repubblica.